# Copa da UEFA de 1974–75
A Copa da UEFA de 1974–75 foi a quarta edição da Copa da UEFA, vencida pelo Borussia Mönchengladbach em vitória sobre o Twente no conjunto (0-0 e 5-1). A equipe do Borussia já havia chegado à final da Copa da UEFA de 1972-73, porém havia perdido para o Liverpool F.C.. Contou com a participação de 64 clubes.

## Primeira Fase
| Equipe 1                | Total   | Equipe 2                     | 1.º jogo | 2.º jogo |
| ----------------------- | ------- | ---------------------------- | -------- | -------- |
| Lyon                    | 11–1    | FA Red Boys Differdange      | 7–0      | 4–1      |
| Valur                   | 1–2     | Portadown F.C.               | 0–0      | 1–2      |
| Derby County F.C.       | 6–2     | Servette FC                  | 4–1      | 2–1      |
| Ipswich Town F.C.       | 3–3(gf) | FC Twente                    | 2–2      | 1–1      |
| Stoke City F.C.         | 1–1(gf) | Ajax                         | 1–1      | 0–0      |
| R.W.D. Molenbeek        | 5–2     | Dundee F.C.                  | 1–0      | 4–2      |
| Rosenborg B.K.          | 3–12    | Hibernian                    | 2–3      | 1–9      |
| Porto                   | 5–4     | Wolverhampton Wanderers F.C. | 4–1      | 1–3      |
| Etar                    | 0–3     | Internazionale               | 0–0      | 0–3      |
| Gornik Zabrze           | 2–5     | FK Partizan                  | 2–2      | 0–3      |
| IK Start                | 1–7     | Djurgårdens IF               | 1–2      | 0–       |
| Boluspor                | 0–4     | Dinamo Bucureşti             | 0–1      | 0–3      |
| FC Spartak Moscow       | 3–3(gf) | Velež                        | 3–1      | 0–2      |
| Beşiktaş                | 2–3     | Steagul Roşu Braşov          | 2–0      | 0–3      |
| FC Wacker Innsbruck     | 2–4     | Borussia Monchengladbach     | 2–1      | 0–3      |
| SK Sturm Graz           | 2–2(gf) | Royal Antwerp FC             | 2–1      | 0–1      |
| Randers Freja           | 1–1(gf) | Dynamo Dresden               | 1–1      | 0–0      |
| Hamburger SV            | 4–0     | Bohemian FC                  | 3–0      | 1–0      |
| SK Rapid Wien           | 3–2     | Aris Thessaloniki F.C.       | 3–1      | 0–1      |
| Real Sociedad           | 0–5     | Baník Ostrava                | 0–1      | 0–4      |
| Lokomotiv Plovdiv       | 4–4(p)  | Győri ETO FC                 | 3–1      | 1–3      |
| Östers IF               | 4–4(gf) | FC Dynamo Moscow             | 3–2      | 1–2      |
| FC Nantes Atlantique    | 3–2     | Legia Warszawa               | 2–2      | 1–0      |
| Napoli                  | 3–1     | Videoton FC                  | 2–0      | 1–1      |
| Vorwärts Frankfurt      | 2–4     | Juventus                     | 2–1      | 0–3      |
| Grasshopper-Club Zurich | 3–2     | Panathinaikos                | 2–0      | 1–2      |
| Torino                  | 2–4     | Fortuna Düsseldorf           | 1–1      | 1–3      |
| 1. FC Köln              | 9–2     | KPV                          | 5–1      | 4–1      |
| FC Amsterdam            | 12–0    | Hibernians FC                | 5–0      | 7–0      |
| KB                      | 3–6     | Atlético Madrid              | 3–2      | 0–4      |
| Vitória de Setúbal      | 1–5     | Real Zaragoza                | 1–1      | 0–4      |
| Dukla Praga             | (wo)    | Pezoporikos Larnaca          |          |          |

## Segunda Fase
| Equipe 1                 | Total   | Equipe 2            | 1.º jogo | 2.º jogo |
| ------------------------ | ------- | ------------------- | -------- | -------- |
| Derby County F.C.        | (p)4–4  | Atlético Madrid     | 2–2      | 2–2      |
| Hibernian                | 2–8     | Juventus            | 2–4      | 0–4      |
| FK Partizan              | 6–1     | Portadown F.C.      | 5–0      | 1–1      |
| FC Nantes Atlantique     | 1–2     | Baník Ostrava       | 1–0      | 0–2(aet) |
| Dinamo Bucureşti         | 3–4     | 1. FC Köln          | 1–1      | 2–3      |
| Győri ETO FC             | 2–3     | Fortuna Düsseldorf  | 2–0      | 0–3      |
| SK Rapid Wien            | 1–2     | Velež               | 1–1      | 0–1      |
| Dynamo Dresden           | (p)1–1  | FC Dynamo Moscow    | 1–0      | 0–1      |
| Grasshopper-Club Zurich  | 2–6     | Real Zaragoza       | 2–1      | 0–5      |
| Borussia Monchengladbach | 6–2     | Olympique Lyonnais  | 1–0      | 5–2      |
| Hamburger SV             | 10–1    | Steagul Roşu Braşov | 8–0      | 2–1      |
| FC Twente                | 3–1     | R.W.D. Molenbeek    | 2–1      | 1–0      |
| Djurgårdens IF           | 1–5     | Dukla Praga         | 0–2      | 1–3      |
| Internazionale           | 1–2     | FC Amsterdam        | 1–2      | 0–0      |
| Napoli                   | 2–0     | Porto               | 1–0      | 1–0      |
| Ajax                     | (gf)2–2 | R. Antwerp F.C.     | 1–0      | 1–2      |

## Terceira Fase
| Equipe 1                 | Total   | Equipe 2           | 1.º jogo | 2.º jogo |
| ------------------------ | ------- | ------------------ | -------- | -------- |
| Napoli                   | 1–3     | Baník Ostrava      | 0–2      | 1–1      |
| Hamburger SV             | 6–3     | Dynamo Dresden     | 4–1      | 2–2      |
| Dukla Praga              | 3–6     | FC Twente          | 3–1      | 0–5      |
| FK Partizan              | 2–5     | 1. FC Köln         | 1–0      | 1–5      |
| Borussia Monchengladbach | 9–2     | Real Zaragoza      | 5–0      | 4–2      |
| FC Amsterdam             | 5–1     | Fortuna Düsseldorf | 3–0      | 2–1      |
| Juventus                 | (gf)2–2 | Ajax               | 1–0      | 1–2      |
| Derby County F.C.        | 4–5     | Velež              | 3–1      | 1–4      |

## Quartas-de-final
| Equipe 1      | Total | Equipe 2                 | 1.º jogo | 2.º jogo |
| ------------- | ----- | ------------------------ | -------- | -------- |
| Juventus      | 2–0   | Hamburger SV             | 2–0      | 0–0      |
| 1. FC Köln    | 8–3   | FC Amsterdam             | 5–1      | 3–2      |
| Velež         | 1–2   | FC Twente                | 1–0      | 0–2      |
| Baník Ostrava | 1–4   | Borussia Monchengladbach | 0–1      | 1–3      |

## Semifinais
| Equipe 1   | Total | Equipe 2                 | 1.º jogo | 2.º jogo |
| ---------- | ----- | ------------------------ | -------- | -------- |
| FC Twente  | 4–1   | Juventus                 | 3–1      | 1–0      |
| 1. FC Köln | 1–4   | Borussia Monchengladbach | 1–3      | 0–1      |

## Final
| Equipe 1           | Total | Equipe 2  | 1.º jogo | 2.º jogo |
| ------------------ | ----- | --------- | -------- | -------- |
| B. Mönchengladbach | 5 – 1 | FC Twente | 0 – 0    | 5 – 1    |